# 屏南県
屏南県（へいなん-けん）は中華人民共和国福建省に位置する省直轄の県であり、しばらくの間、寧徳市の代理管轄下に置かれている。

## 歴史
1734年（雍正12年）に古田県北部が分割され屏南県が設置される。

## 行政区画
下部に5鎮、6郷を管轄する
- 鎮
  - 古峰鎮、双渓鎮、代渓鎮、長橋鎮、棠口鎮
- 郷
  - 屏城郷、甘棠郷、熙嶺郷、路下郷、寿山郷、嶺下郷

## 交通

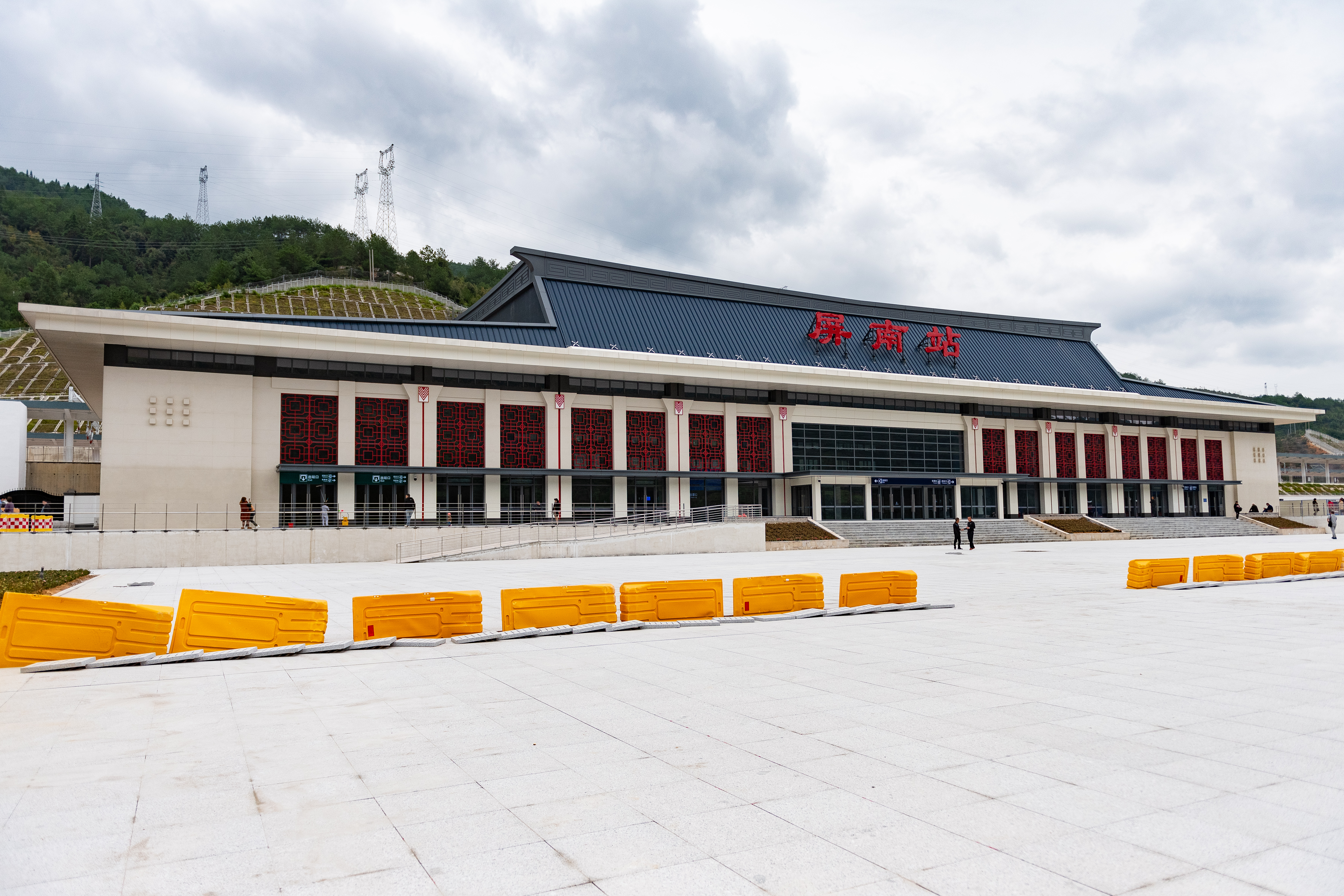
屏南駅

### 鉄道
- 中国国家鉄路集団
  - 衢寧線（中国語版）
    - 屏南駅

### 道路
- 高速道路
  -  政永高速道路（中国語版）
- 国道
  - G235国道（中国語版）
  - G237国道（中国語版）

## 名所
- 千乗橋
- 万安橋
- 白水洋
- 双渓文廟